# Özge Özberk
Pour les articles homonymes, voir Özge.
 (avril 2024).
Özge Özberk, née le 3 août 1976, est une actrice turque.

## Filmographie
- 1989 : Nizimkiler
- 2004 : Çemberimde Gül Oya
- 2003 : Kırık Kanatlar
- 2007 : Geniş Zamanlar
- G.O.R.A, A.R.O.G, Pis Yedili, Mavi Gözlü Dev, Babam ve Oğlum ; Dayi, Kadın İsterse[pas clair]